# كارل إدوارد هلماير
كارل إدوارد هلماير (بالألمانية: Carl Eduard Hellmayr)‏ (29 يناير 1878، فيينا، النمسا - 24 فبراير 1944، أورسلينا، سويسرا)، هو عالم طيور نمساوي.

## سيرة شخصية
وُلد هلماير في فيينا ودرس في جامعة فيينا، على الرغم من أنه لم يحصل على أي درجة. بعد دراسته عمل في فيينا وميونيخ وبرلين وباريس وترينغ (إنجلترا) وشيكاغو.
أمضى السنوات مابين 1905-1908 وهو يدرس مجموعة ليونيل وولتر دي روتشيلد الخاصة لعينات التاريخ الطبيعي في ترينغ، بالقرب من لندن. وهناك تلقى توجيهات من عالم الطيور الألماني إرنست هارترت.
في عام 1908 تم تعيين هلماير أميناً لإدارة الطيور في متحف ولاية بافاريا، الذي ساعد في تنظيمه في عام 1903، حيث أصبح متخصصاً في الطيور المدارية، ودرس مجموعة يوهان بابتيست فون سبيكس من الطيور البرازيلية.
في عام 1922 تم تعيينه في قسم علم الحيوان في المتحف الميداني للتاريخ الطبيعي في شيكاغو. وبقي هناك حتى عام 1931. وقد شملت كتبه 13 من 15 مجلدات من كتالوج الطيور في الأمريكتين (1918-1949)، وهو العمل الذي بدأه سلف هلماير، تشارلز بارني كوري. مع هنري بوردمان كونوفر الذي نشر كتاب طيور تشيلي.
في عام 1931 عاد هلماير إلى فيينا. بعد الاستيلاء النازي على النمسا في عام 1938، وقد أُلقي عليه القبض وسُجن لفترة وجيزة لأسباب غير معروفة تماماً ولكن ربما تتعلق بوجهات نظره غير المتعاطفة تجاه الحزب النازي (لم يُصدر هلماير أي بيانات سياسية في العلن، ولكن اهتمامه - باعتباره مؤرخ هاوي - بالثورة الفرنسية يُظهر أنه كان مهتماً بشكل كبير بمثل هذه المواضيع). وبعد الإفراج عنه هاجر مع زوجته إلى سويسرا. بعد فترة طويلة من الصراع مع المرض تُوفي في عام 1944 في أورسلينا، بالقرب من لوكارنو.
ويرى المؤرخ فرانسوا فيليومييه أن «دور هلماير المحوري كان أولاً وقبل كل شيء هو قيادة النظام إلى الفوضى» التي كانت تُسفر عن استنتاجات خاطئة وتعطيل تحليل الأنواع والأجناس.